# Tilleul-Dame-Agnès
Tilleul-Dame-Agnès är en kommun i departementet Eure i regionen Normandie i norra Frankrike. Kommunen ligger i kantonen Beaumont-le-Roger som tillhör arrondissementet Bernay. År 2022 hade Tilleul-Dame-Agnès 197 invånare.

## Befolkningsutveckling
Antalet invånare i kommunen Tilleul-Dame-Agnès
Referens:INSEE